# Mury obronne w Kluczborku
Mury obronne w Kluczborku – ciąg murów miejskich wokół Starego Miasta w Kluczborku, wzniesionych w XV-XIV wieku.

## Historia
Mury obronne w Kluczborku zostały wpisane do rejestru zabytków: 810/64 z 1964-04-16. Mury wzniesiono na podmurówce kamiennej z otoczaków z cegły w układzie tzw. polskim między XV, a XIV wiekiem. 
Według badan archeologicznych wpierw powstał wschodni odcinek obwodu obronnego z zamkiem oraz Bramą Polską. 
Mury broniły miasta jedynie z trzech strony - od południa, wschodu i zachodu. Od północy teren był podmokły i zbudowano tylko palisadę.  
Do miasta możliwy był wjazd przez dwie bramy: Polską (Krakowska) i Niemiecką. Obie nie zachowały się, zostały rozebrane w II połowie XIX wieku. 
Najlepiej zachowane fragmenty muru możemy znaleźć od strony południowej razem z resztkami wału oraz fosy i przy dawnym budynku Zamku, gdzie do dziś ostała się przebudowana w 1907 roku na wieżę ciśnień wieża zamkowa. Pierwotnie była ona również częścią murów miejskich, stojąc przy Bramie Polskiej.